# Maurizio Canavari
Maurizio Canavari (* 12. Juli 1964 in Ancona) ist ein italienischer Agrarökonom. Er ist Professor für Agrarökonomie und Evaluation an der Universität Bologna.

## Leben
Canavari studierte an den Universitäten Bologna (Agrarwissenschaften) und Padua (Evaluation und Agrarökonomie im ländlichen Raum). Nach seinem Abschluss in Bologna (1990) und Militärdienst begann er 1992 als 2-Jahres CNR-Stipendiat seine Forschungstätigkeit. 1994 begann er seine Doktorarbeit in Agrarökonomie (Universität Padova), mit der er 1997 an der Universität Bologna promoviert wurde.
1998 berief ihn die Universität Bologna auf eine Forscher (Assistant Professor) Stelle für Agrarökonomie. 2005 bekam er die associate Professor und 2021 ordentlichen Professor an die Universität Bologna. 2008 war er Gastprofessor an der Universität für Bodenkultur Wien (BOKU).
Canavari ist verheiratet und hat einen Sohn.

## Arbeit
Canavaris Forschungsgebiete sind Agrarmarketing und Marktforschung, Konsumentenverhalten, Qualitätsstandards, Informations- und Kommunikationstechnik, sowie globale Erwärmung und Landwirtschaft.

## Mitgliedschaften
U.a. ist Canavari Mitglied des HAL – Hessische Akademie der Forschung und Planung im ländlichen Raum.

## Veröffentlichungen (Auswahl)
- Canavari, M. et al. (Hg.) (2010): Looking east looking west: organic and quality food marketing in Asia and Europe, Wageningen, The Netherlands: Wageningen Academic Publishers ISBN 978-90-8686-095-1.
- Canavari, M. et al. (Hg.) (2009). International marketing and trade of quality food products, Wageningen, The Netherlands: Wageningen Academic Publishers ISBN 978-90-8686-089-0.
- Canavari, M. & Kent D. Olson (Hg.) (2007). Organic Food. Consumers’ Choices and Farmers’ Opportunities. New York: Springer ISBN 978-0-387-39581-4.
- Canavari, M. et al. (Hg.) (2002): Economic Studies on Food, Agriculture, and the Environment, New York: Kluwer Academic/Plenum Publishers ISBN 978-0306472428.